# HD 65908
HD 65908，又名CP-62 925，SAO 250030、HR 3139，是一颗恒星，视星等为6.14，位于銀經276.13，銀緯-17.11，其B1900.0坐标为赤經7h 55m 56.1s，赤緯-63° -17.11′ 34″。